# Date d'expiration
Date d'expiration (titre original : Expiration Date) est un roman fantastique écrit par Tim Powers et publié en 1995. Il a obtenu le prix Locus du meilleur roman d'horreur 1996.

## Éditions
- Expiration Date, HarperCollins, 1er mars 1995, 616 p.  (ISBN 0-586-21856-4)
- Date d'expiration, J'ai lu, coll. « Science-fiction » no 4154, mars 1996, trad. Isabelle Saint-Martin, 576 p.  (ISBN 2-277-04154-8)